# 유안국 (조양후)
유안국(劉安國, ? ~ ?)은 전한 말기의 제후로, 광릉여왕의 증손이다.

## 행적
아버지 유광덕의 뒤를 이어 조양후(朝陽侯)에 봉해졌으나, 전한이 멸망하여 작위가 박탈되었다.

## 출전
- 반고, 《한서》 권15하 왕자후표 下

| 선대 아버지 조양사후 유광덕 | 전한의 조양후 ? ~ 8년 | 후대 (전한 멸망) |